# Tour préliminaire des éliminatoires de la Coupe d'Afrique des nations de football 2025
Navigation
2023
Le tour préliminaire des éliminatoires de la Coupe d'Afrique des nations de football 2025 a décidé des quatre équipes qui se qualifient pour la phase de groupes du tournoi de qualification. Le tour préliminaire comprenait les huit équipes les moins bien classées parmi les 52 participants et s'est déroulé du 20 au 26 mars 2024.
Les huit équipes ont été réparties en quatre matchs nuls qui se sont disputés selon un format aller-retour. Les quatre vainqueurs : le Tchad, l'Eswatini, le Liberia et le Soudan du Sud se sont qualifiés pour la phase de groupes pour rejoindre les 44 équipes inscrites directement.

## Tirage au sort
Le tirage au sort du tour préliminaire a eu lieu le 20 février 2024 à 14:00 CAT (UTC+2) au siège de la CAF au Caire, en Égypte. Les huit équipes nationales impliquées ont été réparties en deux chapeaux de quatre sur la base du classement mondial de la FIFA du 15 février 2024 (indiqué entre parenthèses). Les Seychelles (199) et l'Érythrée (non classée) ont été exclues des qualifications.
| Chapeau 1                                                      | Chapeau 2                                                           |
| -------------------------------------------------------------- | ------------------------------------------------------------------- |
| Eswatini (149) Liberia (152) Soudan du Sud (166) Maurice (177) | Tchad (181) Sao Tomé-et-Principe (191) Djibouti (192) Somalie (198) |

## Résultat
Les matches aller se sont joués les 20 et 22 mars et les matches retour le 26 mars 2024,.
| Équipe 1             | Résultat | Équipe 2      | Aller | Retour |
| -------------------- | -------- | ------------- | ----- | ------ |
| Somalie              | 2 - 5    | Eswatini      | 0 - 3 | 2 - 2  |
| Sao Tomé-et-Principe | 1 - 1E   | Soudan du Sud | 1 - 1 | 0 - 0  |
| Tchad                | 3 - 1    | Maurice       | 1 - 0 | 2 - 1  |
| Djibouti             | 0 - 2    | Liberia       | 0 - 2 | 0 - 0  |

| 20 mars 2024 | Somalie | 0–3 | Eswatini                                     | Stade Ben M'Hamed El Abdi, El Jadida |                                     |
| 19:00        |         |     | Figuareido 33e · Ndzinisa 45+3e · Thwala 56e | Arbitrage : Andre Kolissala Mbangui  | Arbitrage : Andre Kolissala Mbangui |
| 19:00        | Rapport |     |                                              | Arbitrage : Andre Kolissala Mbangui  | Arbitrage : Andre Kolissala Mbangui |

| 26 mars 2024 | Eswatini                     | 2–2 | Somalie      | Stade Mbombela, Mbombela       |                                |
| 15:00        | Ndzinisa 46e · Matsebula 49e |     | Awad 76e 84e | Arbitrage : Joseph Odey Ogabor | Arbitrage : Joseph Odey Ogabor |
| 15:00        | Rapport                      |     |              | Arbitrage : Joseph Odey Ogabor | Arbitrage : Joseph Odey Ogabor |

| 22 mars 2024 | Sao Tomé-et-Principe | 1–1 | Soudan du Sud | Stade municipal de Berkane, Berkane |                          |
| 19:00        | Leal 50e             |     | Elly 78e      | Arbitrage : Alhasan Bass            | Arbitrage : Alhasan Bass |
| 19:00        | Rapport              |     |               | Arbitrage : Alhasan Bass            | Arbitrage : Alhasan Bass |

| 26 mars 2024 | Soudan du Sud | 0–0 | Sao Tomé-et-Principe | Stade municipal de Berkane, Berkane |                           |
| 17:00        |               |     |                      | Arbitrage : Keren Yocette           | Arbitrage : Keren Yocette |
| 17:00        | Rapport       |     |                      | Arbitrage : Keren Yocette           | Arbitrage : Keren Yocette |

| 22 mars 2024 | Tchad       | 1–0 | Maurice | Stade Ahmadou-Ahidjo, Yaoundé    |                                  |
| 19:00        | Thiam 90+3e |     |         | Arbitrage : Ahmed Hassan Hussein | Arbitrage : Ahmed Hassan Hussein |
| 19:00        | Rapport     |     |         | Arbitrage : Ahmed Hassan Hussein | Arbitrage : Ahmed Hassan Hussein |

| 26 mars 2024 | Maurice          | 1–2 | Tchad                      | Complexe sportif national de Côte d'Or, Saint-Pierre |                           |
| 19:00        | Villeneuve 45+2e |     | Hiver 74e · Hissein 90+10e | Arbitrage : Hassen Corneh                            | Arbitrage : Hassen Corneh |
| 19:00        | Rapport          |     |                            | Arbitrage : Hassen Corneh                            | Arbitrage : Hassen Corneh |

| 20 mars 2024 | Djibouti | 0–2 | Liberia                         | Grand stade de Marrakech, Marrakech |                          |
| 22:00        |          |     | Sangare 23e (pen.) · Dorley 35e | Arbitrage : Mehrez Melki            | Arbitrage : Mehrez Melki |
| 22:00        | Rapport  |     |                                 | Arbitrage : Mehrez Melki            | Arbitrage : Mehrez Melki |

| 26 mars 2024 | Liberia | 0–0 | Djibouti | Samuel Kanyon Doe Sports Complex, Monrovia |                         |
| 16:00        |         |     |          | Arbitrage : Karim Sabry                    | Arbitrage : Karim Sabry |
| 16:00        | Rapport |     |          | Arbitrage : Karim Sabry                    | Arbitrage : Karim Sabry |

## Buteurs
Il y a eu 15 buts marqués en 15 matches, pour une moyenne de 1 but par match (au 26 mars 2024). Les joueurs surlignés en gras sont toujours actifs dans la compétition.
2 buts   
- Sabelo Ndzinisa
- Mohamed Awad

1 but  
- Ousmane Hissein
- Amine Hiver
- Mahamat Thiam
- Justice Figuareido
- Bongwa Matsebula
- Kwakhe Thwala
- Jérémy Villeneuve
- Oscar Dorley
- Mohammed Sangare
- Luís Leal
- Data Elly